# SDRAM
SDRAM (Synchronous Dynamic Random Access Memory) är en äldre typ av RAM-minne som var den vanligaste typen av arbetsminne i datorer från år 1996 till 2001. Det ersatte EDO DRAM-minnet från 1994. Maximal minneskapacitet per minneskort är 1 Gb. SDRAM kom att ersättas år 2002 av DDR SDRAM vars största fördel var en kraftigt förbättrad överföringshastighet tack vare möjligheten att överföra data två gånger per klockcykel, till skillnad från en gång per cykel med den gamla minnestypen. Därav DDR (Double Data Rate) 